# Мозолиевка
Мозолиевка (укр. Мозоліївка), также ранее известная как Мозолеевка — село,
Пронозовский сельский совет,
Глобинский район,
Полтавская область,
Украина.
Код КОАТУУ — 5320687204. Население по переписи 2001 года составляло 887 человек.

## Географическое положение
Село Мозолиевка находится на левом берегу Кременчугского водохранилища (Днепр),
выше по течению на расстоянии в 2 км расположено село Броварки,
ниже по течению на расстоянии в 0,5 км расположено село Пронозовка.

## История
Село являлось старинным выселком города Чигирин-Дубрава (укр. Чигирин-Діброва).
Самый старый документ о Мозолеевке в Центральном Государственном Историческом Архиве Украины в городе Киеве это исповедная ведомость за 1750 год.
В начале XX века была центром Мозолеевской волости Кременчугского уезда Полтавской губернии.
В связи с образованием Кременчугского водохранилища Мозолиевка в конце 1950-х годов переносится в северо-восточном направлении. От старого села осталась одна улица. Также сюда переселяют всех жителей на тот момент уже посёлка Чигирин-Дубрава, который полностью попал в зону затопления.

## Объекты социальной сферы
- Школа І—ІІ ст. закрыта в 2011 году

## Достопримечательности
- «Сулинский» — ландшафтный заказник общегосударственного значения.